# 16e étape du Tour de France 2004
Pour un article plus général, voir Tour de France 2004.
La 16e étape du Tour de France 2004 s'est déroulée le 21 juillet 2004 sur 15 kilomètres entre Le Bourg-d'Oisans et L'Alpe d'Huez.
C'est la première fois que l'Alpe d'Huez est gravie sous la forme d'un contre-la-montre individuel. La course est remportée par le porteur du maillot jaune Lance Armstrong qui rattrape le deuxième au général Ivan Basso, partit 2 minutes avant lui.

## Classement de l'étape
Initialement vainqueur de ce Tour de France et de cinq étapes, dont celle-ci, Lance Armstrong a été déclassé en octobre 2012 pour plusieurs infractions à la réglementation antidopage. Ses victoires n'ont pas été attribuées à d'autres coureurs. Son nom est rayé dans le tableau ci-dessous.
| \| Classement de l'étape \| Classement de l'étape \| Classement de l'étape \| Classement de l'étape \| Classement de l'étape \| \| Coureur \| Coureur \| Pays \| Équipe \| Temps \| \| --------------------- \| --------------------- \| --------------------- \| ------------------------------- \| --------------------- \| \| 1er \| Lance Armstrong \| États-Unis \| US Postal Service-Berry Floor \| DQ \| \| 2e \| Jan Ullrich \| Allemagne \| T-Mobile \| + 1 min 01 s \| \| 3e \| Andreas Klöden \| Allemagne \| T-Mobile \| + 1 min 41 s \| \| 4e \| José Azevedo \| Portugal \| US Postal Service-Berry Floor \| + 1 min 45 s \| \| 5e \| Santos González \| Espagne \| Phonak Hearing Systems \| + 2 min 10 s \| \| 6e \| Giuseppe Guerini \| Italie \| T-Mobile \| + 2 min 11 s \| \| 7e \| Vladimir Karpets \| Russie \| Illes Balears-Banesto \| + 2 min 14 s \| \| 8e \| Ivan Basso \| Italie \| CSC \| + 2 min 22 s \| \| 9e \| David Moncoutié \| France \| Cofidis-Le Crédit par Téléphone \| + 2 min 22 s \| \| 10e \| Carlos Sastre \| Espagne \| CSC \| + 2 min 27 s \| |                  |            |                                 |              |
| |                  |            |                                 |              |
| |                  |            |                                 |              |
| Classement de l'étape |                  |            |                                 |              |
| Coureur | Coureur          | Pays       | Équipe                          | Temps        |
| 1er | Lance Armstrong  | États-Unis | US Postal Service-Berry Floor   | DQ           |
| 2e | Jan Ullrich      | Allemagne  | T-Mobile                        | + 1 min 01 s |
| 3e | Andreas Klöden   | Allemagne  | T-Mobile                        | + 1 min 41 s |
| 4e | José Azevedo     | Portugal   | US Postal Service-Berry Floor   | + 1 min 45 s |
| 5e | Santos González  | Espagne    | Phonak Hearing Systems          | + 2 min 10 s |
| 6e | Giuseppe Guerini | Italie     | T-Mobile                        | + 2 min 11 s |
| 7e | Vladimir Karpets | Russie     | Illes Balears-Banesto           | + 2 min 14 s |
| 8e | Ivan Basso       | Italie     | CSC                             | + 2 min 22 s |
| 9e | David Moncoutié  | France     | Cofidis-Le Crédit par Téléphone | + 2 min 22 s |
| 10e | Carlos Sastre    | Espagne    | CSC                             | + 2 min 27 s |

## Classement général
| \| Classement général \| Classement général \| Classement général \| Classement général \| Classement général \| \| Coureur \| Coureur \| Pays \| Équipe \| Temps \| \| ------------------ \| ------------------ \| ------------------ \| ----------------------------- \| ------------------ \| \| 1er \| Lance Armstrong \| États-Unis \| US Postal Service-Berry Floor \| DQ \| \| 2e \| Ivan Basso \| Italie \| CSC \| + 3 min 48 s \| \| 3e \| Andreas Klöden \| Allemagne \| T-Mobile \| + 5 min 03 s \| \| 4e \| Jan Ullrich \| Allemagne \| T-Mobile \| + 7 min 55 s \| \| 5e \| José Azevedo \| Portugal \| US Postal Service-Berry Floor \| + 9 min 19 s \| \| 6e \| Francisco Mancebo \| Espagne \| Illes Balears-Banesto \| + 9 min 20 s \| \| 7e \| Georg Totschnig \| Autriche \| Gerolsteiner \| + 11 min 34 s \| \| 8e \| Carlos Sastre \| Espagne \| CSC \| + 13 min 52 s \| \| 9e \| Pietro Caucchioli \| Italie \| Alessio-Bianchi \| + 14 min 08 s \| \| 10e \| Levi Leipheimer \| États-Unis \| Rabobank \| DQ \| |                   |            |                               |               |
| |                   |            |                               |               |
| |                   |            |                               |               |
| Classement général |                   |            |                               |               |
| Coureur | Coureur           | Pays       | Équipe                        | Temps         |
| 1er | Lance Armstrong   | États-Unis | US Postal Service-Berry Floor | DQ            |
| 2e | Ivan Basso        | Italie     | CSC                           | + 3 min 48 s  |
| 3e | Andreas Klöden    | Allemagne  | T-Mobile                      | + 5 min 03 s  |
| 4e | Jan Ullrich       | Allemagne  | T-Mobile                      | + 7 min 55 s  |
| 5e | José Azevedo      | Portugal   | US Postal Service-Berry Floor | + 9 min 19 s  |
| 6e | Francisco Mancebo | Espagne    | Illes Balears-Banesto         | + 9 min 20 s  |
| 7e | Georg Totschnig   | Autriche   | Gerolsteiner                  | + 11 min 34 s |
| 8e | Carlos Sastre     | Espagne    | CSC                           | + 13 min 52 s |
| 9e | Pietro Caucchioli | Italie     | Alessio-Bianchi               | + 14 min 08 s |
| 10e | Levi Leipheimer   | États-Unis | Rabobank                      | DQ            |

## Classements annexes
| Classement par points | Classement par points | Classement par points | Classement par points           | Classement par points |
| Coureur               | Coureur               | Pays                  | Équipe                          | Points                |
| --------------------- | --------------------- | --------------------- | ------------------------------- | --------------------- |
| 1er                   | Robbie McEwen         | Australie             | Lotto-Domo                      | 225 pts               |
| 2e                    | Thor Hushovd          | Norvège               | Crédit Agricole                 | 213 pts               |
| 3e                    | Erik Zabel            | Allemagne             | T-Mobile                        | 212 pts               |
| 4e                    | Stuart O'Grady        | Australie             | Cofidis-Le Crédit par Téléphone | 204 pts               |
| 5e                    | Danilo Hondo          | Allemagne             | Gerolsteiner                    | 189 pts               |

| Classement par points | Classement par points | Classement par points | Classement par points           | Classement par points |
| Coureur               | Coureur               | Pays                  | Équipe                          | Points                |
| --------------------- | --------------------- | --------------------- | ------------------------------- | --------------------- |
| 1er                   | Robbie McEwen         | Australie             | Lotto-Domo                      | 225 pts               |
| 2e                    | Thor Hushovd          | Norvège               | Crédit Agricole                 | 213 pts               |
| 3e                    | Erik Zabel            | Allemagne             | T-Mobile                        | 212 pts               |
| 4e                    | Stuart O'Grady        | Australie             | Cofidis-Le Crédit par Téléphone | 204 pts               |
| 5e                    | Danilo Hondo          | Allemagne             | Gerolsteiner                    | 189 pts               |

| Classement de la montagne | Classement de la montagne | Classement de la montagne | Classement de la montagne     | Classement de la montagne |
| Coureur                   | Coureur                   | Pays                      | Équipe                        | Points                    |
| ------------------------- | ------------------------- | ------------------------- | ----------------------------- | ------------------------- |
| 1er                       | Richard Virenque          | France                    | Quick Step-Davitamon          | 177 pts                   |
| 2e                        | Lance Armstrong           | États-Unis                | US Postal Service-Berry Floor | DQ                        |
| 3e                        | Ivan Basso                | Italie                    | CSC                           | 101 pts                   |
| 4e                        | Andreas Klöden            | Allemagne                 | T-Mobile                      | 96 pts                    |
| 5e                        | Michael Rasmussen         | Danemark                  | Rabobank                      | 95 pts                    |

| Classement de la montagne | Classement de la montagne | Classement de la montagne | Classement de la montagne     | Classement de la montagne |
| Coureur                   | Coureur                   | Pays                      | Équipe                        | Points                    |
| ------------------------- | ------------------------- | ------------------------- | ----------------------------- | ------------------------- |
| 1er                       | Richard Virenque          | France                    | Quick Step-Davitamon          | 177 pts                   |
| 2e                        | Lance Armstrong           | États-Unis                | US Postal Service-Berry Floor | DQ                        |
| 3e                        | Ivan Basso                | Italie                    | CSC                           | 101 pts                   |
| 4e                        | Andreas Klöden            | Allemagne                 | T-Mobile                      | 96 pts                    |
| 5e                        | Michael Rasmussen         | Danemark                  | Rabobank                      | 95 pts                    |

| Classement du meilleur jeune | Classement du meilleur jeune | Classement du meilleur jeune | Classement du meilleur jeune | Classement du meilleur jeune |
| Coureur                      | Coureur                      | Pays                         | Équipe                       | Temps                        |
| ---------------------------- | ---------------------------- | ---------------------------- | ---------------------------- | ---------------------------- |
| 1er                          | Thomas Voeckler              | France                       | Brioches La Boulangère       | 68 h 09 min 28 s             |
| 2e                           | Vladimir Karpets             | Russie                       | Illes Balears-Banesto        | + 3 min 33 s                 |
| 3e                           | Sandy Casar                  | France                       | Fdjeux.com                   | + 4 min 24 s                 |
| 4e                           | Michele Scarponi             | Italie                       | Domina Vacanze               | + 11 min 01 s                |
| 5e                           | Sylvain Chavanel             | France                       | Brioches La Boulangère       | + 11 min 28 s                |

| Classement du meilleur jeune | Classement du meilleur jeune | Classement du meilleur jeune | Classement du meilleur jeune | Classement du meilleur jeune |
| Coureur                      | Coureur                      | Pays                         | Équipe                       | Temps                        |
| ---------------------------- | ---------------------------- | ---------------------------- | ---------------------------- | ---------------------------- |
| 1er                          | Thomas Voeckler              | France                       | Brioches La Boulangère       | 68 h 09 min 28 s             |
| 2e                           | Vladimir Karpets             | Russie                       | Illes Balears-Banesto        | + 3 min 33 s                 |
| 3e                           | Sandy Casar                  | France                       | Fdjeux.com                   | + 4 min 24 s                 |
| 4e                           | Michele Scarponi             | Italie                       | Domina Vacanze               | + 11 min 01 s                |
| 5e                           | Sylvain Chavanel             | France                       | Brioches La Boulangère       | + 11 min 28 s                |

| Classement par équipes | Classement par équipes        | Classement par équipes | Classement par équipes |
| Équipe                 | Équipe                        | Pays                   | Temps                  |
| ---------------------- | ----------------------------- | ---------------------- | ---------------------- |
| 1re                    | T-Mobile                      | Allemagne              | 201 h 39 min 17 s      |
| 2e                     | CSC                           | Danemark               | + 3 min 44 s           |
| 3e                     | US Postal Service-Berry Floor | États-Unis             | + 11 min 13 s          |
| 4e                     | Phonak Hearing Systems        | Suisse                 | + 29 min 12 s          |
| 5e                     | Illes Balears-Banesto         | Espagne                | + 41 min 21 s          |

| Classement par équipes | Classement par équipes        | Classement par équipes | Classement par équipes |
| Équipe                 | Équipe                        | Pays                   | Temps                  |
| ---------------------- | ----------------------------- | ---------------------- | ---------------------- |
| 1re                    | T-Mobile                      | Allemagne              | 201 h 39 min 17 s      |
| 2e                     | CSC                           | Danemark               | + 3 min 44 s           |
| 3e                     | US Postal Service-Berry Floor | États-Unis             | + 11 min 13 s          |
| 4e                     | Phonak Hearing Systems        | Suisse                 | + 29 min 12 s          |
| 5e                     | Illes Balears-Banesto         | Espagne                | + 41 min 21 s          |